# 奥斯堡
奥斯堡是德国莱茵兰-普法尔茨州的一个市镇。总面积32.92平方公里，总人口2395人，其中男性1170人，女性1225人（2011年12月31日），人口密度73人/平方公里。